# COMSA
COMSA, cuyo nombre legal es COMSA Corporación de Infraestructuras, S.L., es una corporación española con sede en Barcelona, Cataluña.
Tiene licencia de empresa operadora ferroviaria de la Agencia Estatal de Seguridad Ferroviaria para mercancías en la Red Ferroviaria de Interés General desde 2024, y Certificado de Seguridad Único desde 2025. Anteriormente ya había operado en el mercado de transporte de mercancías ferroviarias a través de COMSA Rail Transport, filial que vendió en 2018 a SNCF.

## Historia
Fue fundada como José Miarnau Navás Contratista de Obras en 1891, en Reus, por el ferroviario José Miarnau Navás, centrando su actividad en las infraestructuras ferroviarias, como la construcción de la estación de La Sagrera de Barcelona. Tras fallecer el fundador en 1934, la sociedad cambió el nombre por el de Hijos de José Miarnau Navás. Acabada la guerra civil española, la empresa se diversifica con proyectos de carreteras y edificación, siendo uno de sus trabajos más destacados de aquellos años la reconstrucción del puente colgante de Amposta. En 1964 cambió de denominación a Construcciones Miarnau, y otra vez, en 1976, a COMSA. Participó en obras como el primer Cinturón de Ronda de Barcelona, la duplicación de vía en la línea San Vicente de Calders-Molins de Rey, la construcción de la primera línea de alta velocidad Madrid-Sevilla, y el Palau Sant Jordi. En 1982, Comsa desarrolla el Tren de Renovación Rápida de vía (TRR), único en España que supuso una innovación tecnológica de primer orden.
Tras su fusión con Estudios, Montajes y Tendidos Eléctricos (EMTE) en 2009, pasó a denominarse COMSA EMTE, pero en 2015 se integra en la corporación COMSA, que pasa a organizarse en tres áreas de negocio:
- Infraestructuras e Ingeniería
- Servicios y Tecnología
- Concesiones y Energías Renovables

En 2023, ganó un concurso organizado por las autoridades israelíes de ocupación para la construcción de la Línea Azul entre Jerusalén Oeste y determinados asentamientos ilegales, como el de Gilo.